# Constantine Koser
Constantine Koser OFM (ur. 9 maja 1918 w Kurytybie, zm. 19 grudnia 2000 w Petrópolis) – brazylijski franciszkanin, 115. generał franciszkanów (lata 1965–1979), duchowny katolicki.

## Życiorys
Z zakonem franciszkańskim związał się już we wczesnej młodości, wstępując do niższego seminarium duchownego Prowincji Niepokalanego Poczęcia NMP w Brazylii. W tej samej prowincji wstąpił do nowicjatu, który zakończył złożeniem profesji czasowej 20 grudnia 1935. W czasie studiów filozoficzno-teologicznych złożył profesję wieczystą 10 maja 1939. Święcenia kapłańskie przyjął 12 lipca 1941.
Zaraz po ukończeniu seminarium jako lektor teologii wykładał w prowincjalnym seminarium. W latach 1951–1953 odbył studia doktoranckie w Niemczech Zachodnich. Po powrocie do ojczyzny wykładał w seminarium w Petrópolis.
O. Koser zaangażował się w ruch wewnątrzkościelny zmierzający do ogłoszenia dogmatu o Wniebowzięciu Najświętszej Maryi Panny, uczestnicząc w międzynarodowych kongresach. Był też obecny podczas ogłaszaniu dogmatu 1 listopada 1950 w Rzymie.
W 1958 został powołany na członka Międzynarodowej Papieskiej Akademii Maryjnej. W 1963 został wybrany definitorem generalnym, wchodząc tym samym w skład zarządu zakonu franciszkańskiego. Był konsultantem ministra generalnego Augustin-Josepha Sépinskiego OFM w czasie obrad Soboru Watykańskiego II.
O. Koser został wybrany wikariuszem generalnym franciszkanów przez zarząd zakonu 3 listopada 1965. Piastujący urząd generała o. Sépinski wybrany został nuncjuszem apostolskim. Jako wikariusz generalny o. Koser uczestniczył w obradach czwartej sesji Soboru Watykańskiego II. Podczas kapituły generalnej w maju 1967 w Asyżu o. Koser wybrany został generałem.
Będąc generałem uczestniczył w obradach synodów biskupów w 1967, 1974 oraz 1977. Przewodniczył dwu zwołanym przez siebie nadzwyczajnym kapitułom generalnym w 1971 w Medellín w Kolumbii oraz w 1976 w Asyżu. Jako wysłannik papieża uczestniczył w Międzynarodowej Konferencji Episkopatów Ameryki Łacińskiej w Puebla w Meksyku w 1979. Z jego inicjatywy zaczęto wydawać w Rzymie wewnętrzne czasopismo informacyjne Zakonu Braci Mniejszych "Fraternitas".
W 1979, po wyborze o. John Vaughn OFM na generała podczas kapituły generalnej w Asyżu, o. Koser powrócił do Brazylii. Zamieszkał w Petrópolis, gdzie poświęcił się pracy dydaktycznej i duszpasterstwem żeńskich zgromadzeń zakonnych. Organizował międzynarodowe kapituły tych zgromadzeń.
O. Koser jest autorem licznych publikacji. Nieopublikowanych jest blisko 15000 stron maszynopisów, zawierających pamiętniki, owoce medytacji i refleksji teologicznych. Zakonnik otrzymał cztery doktoraty honoris causa.
Zmarł 19 grudnia 2000. Został pochowany w mauzoleum franciszkańskim w Petrópolis.

## Twórczość literacka
- O pensamento franciscano, Petropólis 1960
- De notis theologicis: historia, notio, usus, Petropólis 1963
- Os grandes temas da constituiçγo dogmática "Lumen Gentium", 1964
- Giovanni Duns Scoto, maestro oggi, Assisi 1966
- Vita con Dio oggi : messaggio ai miei confratelli, 1971
- Encuentros, Sevilla 1973
- Fulfill your vows to the Most High : the state of the Order report to the 1979 Assisi General Chapter, 1979
- Escatologia: manuscrito de 1943, Petrópolis 2008
- Graça: manuscrito de 1943, Petrópolis 2008
- Ecclesiologia: manuscrito de 1943, Petrópolis 2008
- Sacramentologia: manuscrito de 1943, Petrópolis 2008
- Mariologia: manuscrito de 1943, Petrópolis 2008
- Cristologia, Petrópolis 2008
- Soteriologia: manuscrito de 1943, Petrópolis 2008
- Deus criador e santificador: manuscrito de 1943, Petrópolis 2008
- A doutrina trinitária de Duns Scotus: manuscrito de 1943, Petrópolis 2008
- Deus em sua Trinidade: manuscrito de 1943, Petrópolis 2008
- Deus em sua Unidade: manuscrito de 1943, Petrópolis 2008
- Epistemologia teológica: manuscrito de 1943, Petrópolis 2008
- Curso de teologia, Petrópolis 2008